# Hexaquark
En física de partícules, els hexaquarks són un grup de partícules hipotètiques consistituides per sis quarks o antiquarks de qualsevol sabor. Hi ha diverses maneres de combinar 6 quarks de manera que la seva càrrega de color sigui zero: un hexaquark pot contenir sis quarks en un estat lligat de dos barions (un dibarió), o en un estat de tres quarks i tres antiquarks. Les prediccions teòriques indiquen que els dibarions són prou estables una vegada formats. El 1977, Robert Jaffe va proposar l'existència d'un possible estat estable H-dibarió (amb la composició de quarks uds-uds) obtingut combinant dos hiperons uds.
Diversos experiments s'han suggerit per a detectar desintegracions de dibarions i les seves interaccions. Diverses desintegracions de candidats dibarions han estat observades, però no confirmades, durant la dècada dels 1990.
Hadrons amb el quark estrany, com els hiperons i dibarions, podrien ser formats a l'interior de les estrelles de neutrons, canviant la seva proporció massa-radi d'una forma que podria ser detectable. Igualment, mesures precises d'estrelles de neutrons imposen límits sobre les propietats de possibles estats dibarió. Una fracció gran dels neutrons d'una estrella de neutrons podrien convertir-se en hiperons i fusionar en estats dibarions durant la part inicial del seu esfondrament en un forat negre. Aquests dibarions es dissoldrien ràpidament en un plasma de quarks i gluons durant l'esfondrament, o formarien altres fases possibles de la matèria QCD.
El 2014 un dibarió potencial fou detectat al Centre de Recerca de Jülich amb una massa de 2380 MeV. La partícula, amb una vida mitjana de 10−23 segons, va ser anomenada d*(2380).